# Corbinianus

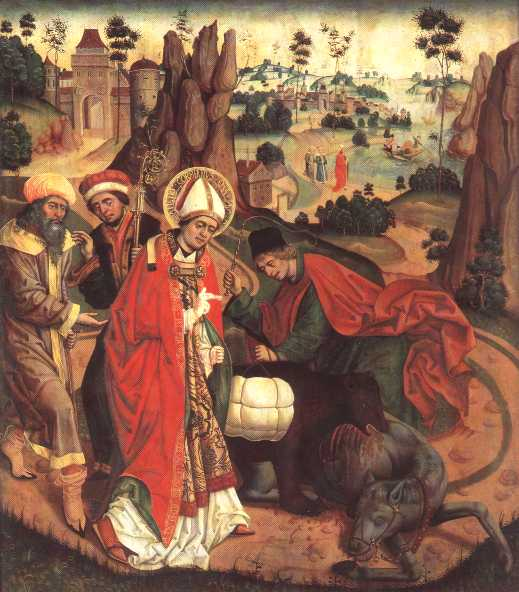
Het "berenwonder" geschilderd door Jan Polack, olieverf op paneel, 1489)

De heilige Korbinianus of Corbinianus werd rond 675 bij Melun geboren en stierf tussen 724 en 730 in Freising. De missionaris en eerste bisschop van Freising werd door de gelovigen heilig verklaard. Korbinianus is beroemd geworden om zijn "berenwonder" dat in 2005 zelfs een plaats in het pauselijk wapen van Benedictus XVI kreeg. Volgens de legende heeft een wilde beer in 710 Korbinianus' lastdier gedood en de heilige heeft het dier daarom als penitentie zijn bagage naar Rome laten dragen.
- Gemeinsame Normdatei: 118715011
- Library of Congress Control Number: no98050924
- Nationale Bibliotheek van Tsjechië: xx0102993
- Nationale Bibliotheek van Israël: 987007406611405171
- Virtual International Authority File: 137829555
- WorldCat: E39PCjtmR4XppTgtYcPGyX3d43